# おサイフいっぱいクイズ! QQQのQ
『おサイフいっぱいクイズ! QQQのQ』（おさいふいっぱいクイズ キュキュキュのキュー）は、1998年9月28日から同年12月25日までTBS系列局で放送されていたTBS製作のクイズ番組である。放送時間は毎週月曜 - 金曜 12:00 - 12:55 （日本標準時）。

## 概要
視聴率不振により半年で打ち切られた、『宮本和知の熱血!昼休み』に代わる後番組として放送開始。
上岡龍太郎と笑福亭笑瓶が司会を務めていた平日昼の帯番組。上岡のスケジュールの都合で当初は基本的に月曜放送分のみ生放送し、その直後にその週の火曜放送分から金曜放送分までを一気に収録するというかなり特殊な方式の番組収録が行われ、後に日曜日に2週間分を一気に収録（要は1日で10本撮り）する方式に変更された。
『天才バカボン』でおなじみの本官とウナギイヌが暴れまくるオープニングアニメ（テーマ曲はリール・ビッグ・フィッシュ「She has a girlfriend now」）と、ウナギイヌをモチーフにしたタイトルロゴは、赤塚不二夫率いる「フジオプロ」が担当した。セットにも本官とウナギイヌのイラストがあり、棒つかみのセットにはウナギイヌが用いられていた。

## 出演者

### 司会
- 上岡龍太郎
- 笑福亭笑瓶
- 斎藤陽子 - 進行担当。

### レギュラー
- マッスル北村 - 初期に短期間レギュラー出演していた。

## ルール
解答者は2人1組。クイズに挑戦して成功すると、現金つかみ取りに挑戦できる。観客も番組の盛り上げに参加しており、「クイズ2人でせーの!」での「せーの!」コールや現金つかみ取りでのスタート10秒前からのカウントダウンは必ず観客全員でコールしていた。

### 第1ステージ
即答!エントリークイズ
テーマ問題を出題。出題される問題を5秒以内に答える。交互に解答して、10問中6問正解でクリア、現金つかみ取りの時間10秒を獲得となる。このクイズをクリアできなければ失格となり、獲得賞金が0円となる。

### 第2ステージ
下記のクイズのうち、1つがランダムで出される。クリアできれば現金つかみ取りの時間10秒を獲得、計20秒獲得となる。
クイズ2人でせーの!
連想問題の答えをフリップボードに書き、2人の答えを合わせる。5問中3問正解でクリア。
山手線クイズ
山手線ゲームの要領で、テーマに当てはまる解答を交互に答えるが、正解が出るまで相手に解答権は移らない。30秒以内に10問正解でクリア。
記憶力クイズ
朗読される文章を記憶、記憶した文章に関する問題を出題。1問ずつ交互に解答する。8問中5問正解でクリア。
クイズ2人でQQQ
答えが2個ある問題を出題。解答を1個ずつ、計2個とも答える。5問中3問正解でクリア。

### 現金つかみ取り
この番組のメイン企画。クイズ終了後、現金つかみ取りステージへ移動。1円から500円の現金が入った器と現金を集計する機械の器の間にある2つの浮き島のような台に2人がそれぞれ立ち、クイズで獲得した秒数以内に1人目が両手で現金をすくって2人目に渡し、受け取った2人目が現金を集計する機械の器に現金を入れる。時間切れで横にスライドする蓋が閉まり、最終的な合計金額を集計する。

### 棒でボーナス棒つかみ!
番組終盤のボーナスステージ。台に腕を乗せ（台は自動で上下に昇降して、人差し指の境に棒が来る様にセッティングする）、ランダムなタイミングで落とされる棒をつかむ。棒は赤青鉛筆の様に赤と青に塗り分けられ、種類は長さ15センチの10万円棒と、長さ10センチの30万円棒があり、獲得賞金の多いチームからゲームに挑戦するか挑戦しないかを選択できる。ただし、10万円棒・30万円棒はそれぞれ必ず1チームが挑戦しなければならず、下位のチームが強制的に挑戦させられるケースもある。選択後はチームで一人一回挑戦、二人のうちどちらか成功で賞金獲得だが、二人とも失敗で獲得賞金が半減となる。番組初期の頃、棒を待っている間に指を曲げて待機して棒を取った事例があり、以降は台に黄色い棒のラインが刺され（右利き・左利きに合わせて棒を刺し替える）、ゲーム挑戦中にそれを超えてしまうと「指を伸ばして!!」コールが出される様になる。

## エピソード
出題されたクイズの例としては、1998年10月19日放送分にて「銭湯によく描かれている、日本一高い山といえば？」という出題があった。
つかみ取りした賞金の計数には、グローリー社製の業務用（銀行向け）計数機が用いられており、計数にかかる時間を用いてCMを流していたが、大量の硬貨を投入することに成功した組が出たときにはCMが明けてもまだ計数が完了していなかったこともある。
1998年10月5日放送分では、その2日前に放送された『オールスター感謝祭'98超豪華!クイズ決定版この秋お待たせ特大号』で放送時間内に発表できなかったグアム旅行獲得者40名を発表した。
1998年10月8日放送分では、視聴率が0.9%という当時のワースト記録を叩き出し、東京スポーツに「現金つかめても視聴率つかめず」と取り上げられた。
『伊集院光 深夜の馬鹿力』（TBSラジオ）内でパロディ企画「早押しクイズQQQのQのQ」が作られ人気を博した。
2001年9月21日にテレビ朝日『虎の門』の「朝まで生どっち!」で、「真っ昼ま王 vs QQQのQ・復活させるならどっち?」が放送された。　
2014年10月20日に放送された『クイズ☆アナタの記憶』で、クイズの予習をさせないために番組の復活版『おサイフいっぱいクイズ! QQQのQ 2014』の収録だと嘘をついて解答者のオードリー春日を呼び出した。番組内容はほぼ無関係だが、記憶力に関するクイズである点や、全問正解時の現金つかみ取りなど、多少の要素を引き継いでいる。

## スタッフ
- 構成：福岡秀広、恒川省三、野尻靖之、岩崎元哉、青島利幸
- 問題：道蔦岳史
- 音楽：塚山エリコ
- TD：筒浦文男、足立篤己、小川信明
- VE：石垣強、南正法
- カメラ：水間淳一、広瀬正行
- 音声：藤井勝彦、原田光
- 照明：加藤久雄、加藤由美子
- 効果：サウンズアート
- 美術プロデューサー：中嶋美津夫
- 美術デザイナー：金子俊彦
- 美術制作：市原智津子
- 装置：竹嶋正夫
- メカシステム：大谷圭一
- 電飾：眞鍋明
- 特殊装置：佐藤政仁
- メイク：アートメイク・トキ
- TK：鈴木明日香
- チーフディレクター：小玉滋彦
- 演出：中野匡人
- プロデューサー：田代冬彦
- タイトル作成：東京ムービー、フジオ・プロダクション
- 協力：GLORY
- 技術協力：東通、エヌ・エス・ティー、TAMCO、ティ・エル・シー
- 制作協力：MMJ、SACCESS、ピポポ、トリム、クラップ、フォーミュレーション、フルタイム
- 製作著作：TBS